# Cratoplastis barrosi
Cratoplastis barrosi là một loài bướm đêm thuộc phân họ Arctiinae, họ Erebidae.